# 新疆生产建设兵团第十三师
新疆生产建设兵团第十三师，简称第十三师（前称新疆生产建设兵团农业建设第十三师，简称农十三师），是新疆生产建设兵团的师，为正地厅级单位。十三师管理团场位于哈密市和新星市境内。

## 历史
新疆生产建设兵团第十三师的前身是陕甘宁晋绥联防军教导旅。1943年10月，中国共产党党中央决定从冀鲁豫军区抽调五个团及回民支队组成冀鲁豫支队，从晋察冀军区抽调六个团组成晋察冀支队进驻陕甘宁边区。1944年4月，两支部队先后到达陕北后，冀鲁豫支队改编为教导第1旅，晋察冀支队改编为教导第2旅。1945年9月，教导第1旅、第2旅奉令抽调部分部队开赴东北、华北。10月10日，两个旅留下的部队合编为陕甘宁晋绥联防军教导旅。1947年，教导旅归入西北野战军编制，为第六纵队教导旅。1949年1月，中国人民解放军统一改变番号和编制，教导旅改为第16师。11月4日，中国人民解放军第6军由第2兵团转隶第1兵团建制，第16师归属第1兵团建制，进驻新疆哈密。其所辖48团驻哈密县，47团驻鄯善县和吐鲁番县，46团驻巴里坤县和伊吾县。
1953年6月5日，16师整编为中国人民解放军新疆军区农业建设第五师。1954年10月7日，新疆军区生产建设兵团成立，中国人民解放军农业建设第五师归属新疆生产建设兵团建制。1957年1月，新疆生产建设兵团下发《关于改编农五师组织机构及调整人员编制的命令》，决定撤销农五师成立红星农场。1959年1月，新疆生产建设兵团恢复农五师建制。1963年2月，农五师师部由哈密西迁博乐后，在哈密成立兵团农五师哈密管理处。1969年4月，哈密管理处移交兵团后勤部管辖。1973年1月，哈密管理处由兵团直接领导。1975年3月25日，兵团撤销，兵团哈管处建制随之撤销。5月26日，哈密管理处交哈密地区管辖，成立哈密地区农垦局。1982年4月1日，根据中共中央、国务院、中央军委1981年12月3日《关于恢复新疆生产建设兵团的决定》和新疆维吾尔自治区党委《关于恢复新疆生产建设兵团有关问题的通知》，哈密农场管理局恢复建制。
2000年11月，根据中央编委《关于新疆生产建设兵团乌鲁木齐农场管理局等更名的批复》，哈密农场管理局更名为新疆生产建设兵团农业建设第十三师，级别为正师级。2001年1月，第十三师正式成立。2012年10月，经中央批准，兵团13个农业师由“新疆生产建设兵团农业建设第某师”更名为“新疆生产建设兵团第某师”，新疆生产建设兵团农业建设第十三师更名为新疆生产建设兵团第十三师。2021年2月，经国务院批准，同意设立新星市，新星市人民政府驻第十三师黄田农场兰新东路57号（后路名调整变成五星大道东路123号），新星市与第十三师实行师市合一。

## 地理
第十三师位于新疆维吾尔自治区哈密市境内，东边与甘肃省酒泉市相邻，西边与吐鲁番市鄯善县和昌吉回族自治州木垒县相邻，南边与兰新铁路盐泉车站和库木塔格沙漠相连，北边与蒙古国隔山相望，辖区总面积7508.67平方千米，土地总面积675837公顷，约占哈密市土地总面积的8.4％。十三师位于中纬度亚欧大陆腹地，属温带大陆性干旱气候。受天山山脉地形影响，哈密垦区、戈壁和伊吾淖毛湖垦区气候暖和，年平均气温8℃―11℃；巴里坤垦区及哈密垦区沁城小堡山区气候寒冷，年平均气温在4℃以下。全年1月最冷，7月最热，最热月与最冷月的平均气温之差较大，哈密垦区和伊吾淖毛湖垦区为36℃一40℃，巴里坤垦区为30℃一35℃。
第十三师深居内陆，属大陆性气候，夏季高温少雨，冬季寒冷干燥，春季冷暖多变，秋季降温迅速，年均蒸发量3300毫米，年平均降水量33毫米，自然降水分布差异明显，且降水年际变化也很大：哈密垦区多年平均降水量为34.9毫米，巴里坤垦区为210.9毫米，伊吾淖毛湖垦区多年平均降水量为14.3毫米。十三师水资源来于自然降水，冰川、积雪、河渠、水库、泉、坎儿井水，均是自然降水的转化形态，可利用的水量共16.96亿立方米。其中地表水为8.76亿立方米，地下水为8.2亿立方米。境域全年日照时数为3170―3350小时，是全国日照充裕地区之一，其中哈密垦区全年日照时数达3350小时以上，为全国之首。境域风多且大，受地形影响，各垦区风向风速的分布差异大，一年之中，春季风最大，夏季次之，冬季最小；一日之中，中午风力最小，后半夜至午前最大。全年盛行东北风和北风。

## 资源
第十三师有国家一类保护动物7种，国家二类、三类保护动物34种及其他动物种类500多种。野生动物中兽类有5目18科30余种：野骆驼、野驴、雪豹、狼、赤狐、沙狐、熊、野猫、高山鼹、野猪、马鹿等。鸟类有16目30余科100多种：天鹅、雪鸡、芝麻雕、鹞、野鸡、野鸭、白眉鸭、石鸡、红隼、麻雀等。昆虫类有13目90余科300多种：蝗虫、蝼蛄、蟋蟀、草蝽、盲蝽、黑斑皮蠹、花斑皮蠹、红头黑纹芫菁、油菜跳甲、小麦管蓟马、金龟子、天牛等。爬行类和两栖类有蛇、哈密鬣蜥、荒漠沙蜥、荒漠麻蜥、蛙、龟、蟾蜍等。
野生植物种类有蕨类植物、裸子植物和被子植物，共约90余科、400多属、1000余种，其中山区森林树种有新疆落口松、天山云杉、新疆圆柏、密叶杨、天山桦、山柳、野蔷薇、沙棘、忍冬、花楸、枸子等；荒漠灌木主要树种有梭梭、红柳、自刺、铃铛刺等。野生植被约有150种，主要有骆驼刺、芨芨草、芦苇、苦买菜、稗子草、野燕麦、苦豆子、野豌豆、灰藜、碱蓬、苍耳、马莲等，还有贝母、党参、锁阳、肉苁蓉、柴胡、甘草、雪莲、麻黄等野生中草药。
第十三师矿产种类繁多，优势矿种有煤炭、铜、镍、铁、石材、芒硝、石灰石、石英石和稀有金属镁、钛、钒、锰、银、铅、锌等，其中煤炭资源储量大、品种全、埋藏浅易开采和低硫、低灰份、低磷、高发热量的特点；铁矿石预测资源量22.1亿吨，已探明资源量3.52亿吨。

## 经济
2017年，第十三师实现地区生产总值116.33亿元人民币，其中第一产业增加值16.31亿元人民币，第二产业增加值71.7亿元人民币（其中工业增加值65.03亿元人民币，建筑业增加值6.67亿元人民币），第三产业增加值28.32亿元人民币。全师总人口108879人，其中男性56875人，女性52004人。第十三师民族以汉族为主，少数民族有维吾尔族、壮族、瑶族等，少数民族共有20677人。人均生产总值110068元人民币。全师城镇常住居民人均可支配收入38115元人民币，连队常住居民人均可支配收入17809元人民币。
2017年，第十三师完成农林牧渔业总产值36.9亿元，全师农作物总播种面积39.81万亩，其中粮食播种面积7.11万亩，棉花播种面积23.38万亩，瓜果类播种面积2.75万亩，蔬菜播种面积2.63万亩，油料播种面积0.14万亩。全年粮食产量3.78万吨，水果类产量15.53万吨，蔬菜产量13.44万吨。全师拥有设施大棚3646座，其中蔬菜播种面积11563亩，产量5.39万吨；设施瓜果种植面积1457亩，产量0.22万吨。全年肉类总产量1.82万吨，其中猪肉产量0.57万吨，牛肉产量0.3万吨，羊肉产量0.73万吨，禽肉产量0.22万吨，禽蛋产量0.45万吨，牛奶产量0.43万吨。
2017年，第十三师累计完成工业总产值222.53亿元人民币，实现增加值65.03亿元人民币，其中规模以上工业完成增加值54.93亿元人民币。主要工业产品产量为：镍精粉460吨，镍精粉1223吨，塑料制品41364吨，焦炭572.41万吨，硫化碱24673万吨，洗煤18.46万吨，水泥36.64万吨，生铁62.05万吨，棉纱11381吨，食用植物油7309吨，金属镁26084吨，钢材60.4万吨，商品混凝土330.83万立方米。全师完成建筑业总产值29.63亿元人民币（其中建筑工程产值完成29.14亿元人民币，安装工程产值0.21亿元人民币），完成房屋建筑施工面积233.88万平方米。
2017年，第十三金融企业完成营业收入2.42亿元人民币，营业利润0.84亿元人民币，实现金融业增加值1.4亿元人民币。全师旅游业接待游客37.5万人次，实现旅游收入4011.23万元人民币。

## 团场
第十三师现辖8个农场：红星一场、红星二场、红星四场（含红星二牧场）、黄田农场、火箭农场（含红星三场）、柳树泉农场、红山农场（含红星一牧场）、淖毛湖农场。
| 统计用区划代码 | 名称                      | 所在地                   | 备注                   |
| -------------- | ------------------------- | ------------------------ | ---------------------- |
| 659011500000   | 红星一场                  | 新星市                   | 与二道湖镇实行场镇合一 |
| 650502501000   | 红星二场                  | 哈密市伊州区             | [ 14 ]                 |
| 650502502000   | 红星四场 （含红星二牧场） | 新星市                   | 与骆驿镇实行场镇合一   |
| 650502503000   | 黄田农场                  | 新星市                   | 与黄田镇实行场镇合一   |
| 650502504000   | 火箭农场 （含红星三场）   | 哈密市伊州区             | [ 14 ]                 |
| 650502505000   | 柳树泉农场                | 哈密市伊州区             | [ 14 ]                 |
| 650521500000   | 红山农场 （含红星一牧场） | 哈密市巴里坤哈萨克自治县 | [ 15 ]                 |
| 650522500000   | 淖毛湖农场                | 哈密市伊吾县             | [ 16 ]                 |